# آپادی (مجارستان)
{{Infobox Hungarian settlement
| official_name = آپادْیْ
| image_shield = 
| county = سابولچ-ساتمار-برگ
| subregion = باکتالورانت‌هازا
| rank = روستا
| ksh_code = ۲۰۳۰۳
| area_total_km2 = ۳۲٫۰۴
| population_as_of = ۲۰۰۹
| population_total = ۲۲۶۹
| population_footnotes = 
| coordinates = 
| pushpin_label_position = left
| postal_code = ۴۵۵۳
| area_code = ۴۲
| website = www.apagy.huآپادْیْ (به مجاری: Apagy) یک شهرداری در مجارستان است که در ناحیه نیردی‌هازا واقع شده‌است. آپادی ۳۲٫۰۴ کیلومتر مربع مساحت و ۲٬۲۶۹ نفر جمعیت دارد.